# Débit massique de Planck
Le débit massique de Planck, ou impédance mécanique de Planck, ou impédance de l'espace-temps, est le rapport de la masse de Planck au temps de Planck, ou encore de la  force de Planck à la vitesse de Planck.
Cette limite traduit une limite imposée par la relativité générale à la modélisation de la mécanique newtonienne.

## Définition
Le débit massique de Planck a la dimension d'une masse divisée par une durée (MT-1). Il s'obtient en fonction des constantes fondamentales par :
{\displaystyle \delta ={\frac {m_{\mathrm {P} }}{t_{\mathrm {P} }}}={\frac {c^{3}}{G}}}
où :
c est la vitesse de la lumière dans le vide,
G la constante gravitationnelle,
mP la masse de Planck,
tP le temps de Planck.
Sa valeur dans le Système international d'unités est de 4,037 256 × 1035 kg/s.
Le débit massique fait partie des quatre unités de Planck qui (en unité de Planck réduites) se présentent comme des limites maximum en relativité générale, atteignable uniquement à l'horizon d'un trou noir :  la masse linéique de Planck ({\displaystyle c^{2}/4G}), le débit massique de Planck ({\displaystyle c^{3}/4G}), la force de Planck ({\displaystyle c^{4}/4G}) et la puissance de Planck ({\displaystyle c^{5}/4G}).

## Particule et température de Planck
Le débit massique de Planck étant la masse de Planck divisée par le temps de Planck, il se relie de diverses manières à la particule de Planck :
- À la température de Planck, c'est le débit de formation de particule de Planck en un point donné de l'espace, du fait des fluctuations quantiques.
- C'est le taux d'évaporation de cette particule au moment où elle disparaît, transformant sa masse de Planck en son équivalent d'énergie de Planck, réalisant l'évènement le plus lumineux possible avec la luminosité de Planck.

Dans l'hypothèse des grands nombres de Dirac, on observe que la description de l'univers en unités de Planck fait apparaître de manière récurrente des facteurs de l'ordre de 1060 (un décillion). La coïncidence la plus suggestive est que le rapport de la masse de l'univers (Mu ~ 1060 mP) sur son âge  (Tu = 8,08 × 1060 tP) est de l'ordre de l'unité, c'est-à-dire que la vitesse moyenne de création de matière pour l'univers est du même ordre que le débit massique de Planck. Si par ailleurs ce débit massique est une limite physique, cela signifie que ce débit représente une création permanente de matière sur l'ensemble de l'univers observable[réf. nécessaire].

### Impédance de l'espace-temps
Une onde gravitationnelle transfert de l'énergie avec une certaine densité surfacique de puissance (en W m−2 ou kg⋅s−3). Cette intensité est proportionnelle au produit du carré de la fréquence de l'onde (en s−2), du carré de la déformation de l'espace-temps ({\displaystyle \Delta L/L}, donc sans dimension) et d'un facteur représentant la résistance de l'espace-temps au passage de cette énergie gravitationnelle.
Cette impédance de l'espace-temps s'exprime donc en kg⋅s−1, et vaut {\displaystyle c^{3}/G} ~  4,037 256 × 1035 kg/s.
La grande densité d'énergie du point zéro impliquée par  l'électrodynamique quantique et la chromodynamique quantique peut se modéliser dans un espace-temps à quatre dimension par un océan d'oscillations dipolaires d'amplitude spatiale la longueur de Planck et d'amplitude temporelle le temps de Planck ; ces oscillations minimales seraient indétectables quand l'espace-temps est un milieu dont l'impédance a la valeur de l'impédance mécanique de Planck (c3/G).